# Мене звати Ерл
«Мене звати Ерл» (також «Мене звуть Ерл», англ. My Name Is Earl) — популярний американський комедійний телевізійний серіал (ситком), в якому головний герой Ерл Дж Хікі розповідає про спроби виправити помилки, здійснені ним раніше в житті. Серіал був спродюсований телекомпаній 20th Century Fox. Показ серіалу почався 20 вересня 2005 року в мережі кабельного телебачення TBS на каналі NBC.  Був закритий після 4 сезону. Тривалі переговори з каналом TBS не призвели до повернення серіалу в ефір, і з червня 2009 року серіал «мертвий». В Україні серіал показували на каналі «ICTV».

## Сюжет
Життя Ерла, дрібного пройдисвіта районного масштабу, повна помилок і неправильних рішень. Відразу після виграшу джекпоту ($100 тисяч) у невеликій лотереї його збиває машина, і він утрачає виграшний квиток. У лікарні до нього прийшло осяяння: вся справа в кармі і неприємності переслідують його тому, що він сам — нескінченне джерело неприємностей для оточуючих.
Герой вирішує круто змінити свою долю. Він хоче виправити все неправильне, що зробив із часів своїх чудасій у початковій школі, коли витончено знущався над однокласниками і крав все, що потрапляло під руку. З цією метою він складає докладний список своїх різнокаліберних витівок і сповнюється рішучості розшукати всіх, кому він коли-небудь зробив недобре, і компенсувати зло, чого б це ні йому, ні колись від нього потерпілим не коштувало.

## Історія створення
Грег Гарсіа, творець телесеріалу, написав сценарій, ґрунтуючись на інший ситуаційної комедії «Так, дорогий» (Yes, Dear). Спочатку він відніс сценарій в телекомпанію Fox, але там його попросили внести до нього зміни. Тоді він звертається до телекомпанії NBC, маючи на увазі, що у нього куплять сценарій. Він сподівався на успіх, і вона його не підвела.

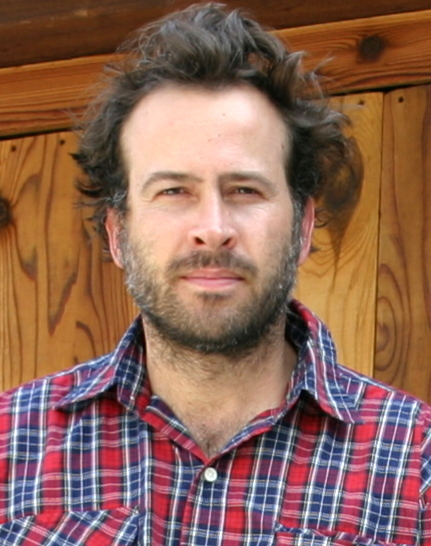
Джейсон Лі

Коли на головну роль запросили Джейсона Лі, то він сказав, що не зацікавлений роботою в телебаченні і відмовився. Пізніше він ще раз відмовився, поки нарешті не прочитав заключний сценарій. Але остаточного слова все-таки не дав, так як коливався з приводу зустрічі з Грегом Гарсіа.
Прем'єра серіалу відбулася 20 вересня 2005 року, і притягнула до екранів телевізорів 14,9 млн глядачів у Сполучених Штатах. Серіал став дуже популярним. Його дивилися люди всіх професій і будь-якого достатку, вікова аудиторія була від 18 до 49 років. У першому сезоні показали 22 серії, але глядачі вимагали продовження і показ був відновлений у другому сезоні (2006—2007). Успіх був настільки сильним, що поява третього сезону було очевидна.
Перший епізод третього сезону був показаний 27 вересня 2007 року. Пізніше, на 13 епізоді, зйомки третього сезону були перервані через страйк Гільдії сценаристів, але 3 квітня, коли страйк закінчився, виробництво відновили. Подальші дев'ять серій були зняті і показані в квітні всього за три тижні. До того ж, усього в третьому сезоні було відзнято 22 серії, замість запланованих 25. Компанія NBC пішла на такий крок, тому що вже готувалася до зйомок четвертого сезону.
Наразі знято 4 сезони серіалу.

## Герої і актори

### Головні герої
Ерл Дж. Хікі (Джейсон Лі) — головний герой і закадровий оповідач серіалу (розповідає від свого імені). Ерла повинні були назвати на честь батька — Карл (англ. Carl), але так як у його батька був кострубатий почерк, то в свідоцтві про народження записали Ерл (англ. Earl).
Ренді Хікі (Ітан Саплі) — молодший брат Ерла. Товстий, трохи дурний. Увійшов до списку поганих вчинків Ерла. Допомагає Ерлу у спокуту вчинків. Протягом двох сезонів був закоханий у Каталіну.
Джой Тернер (Джеймі Преслі) — до шлюбу Дарвілл, у першому шлюбі Хікі. Сексуальна й хамувата колишня дружина Ерла. Тепер одружена з Крабівником Дарнеллом. Кілька разів пробувала вбити Ерла, щоб успадкувати всі його гроші.
Дарнелл Тернер (Едді Стіплз) — нинішній чоловік Джой. Працює в барі «Крабова хатина» (англ. Crab Shack). Його справжнє ім'я — Гаррі Монро, він закінчив коледж у 14 років, але приховує правду про себе, оскільки є частиною програми захисту свідків (причини цього розкриваються в 19 серії 4 сезону). Знає 7 мов, віртуозно грає на віолончелі, може на дотик розпізнати 54 сорти сиру (Сезон 2 Серія 13). Закінчив школу з відзнакою. Воліє, щоби його називали «Крабова хатина» (в перекладі — Крабівник, англ. The Crab Shack) або Дарнелл, але ніяк не Гаррі. Утримує улюблену черепаху на ім'я Містер Черепаха (англ. Mr. Turtle).
Каталіна (Надін Веласкес): красива латиноамериканська незаконна емігрантка, яка працює покоївкою в мотелі, де живуть Ерл і Ренді. Підробляє стриптизеркою в нічному клубі «Чабби» (англ. Chubby). Об'єкт симпатій Ренді.

### Другорядні герої
- Карл Хікі (Бо Бріджес) — батько Ерла і Ренді.
- Кай Хікі (Ненсі Леніхен) — мати Ерла і Ренді.
- Додж Хікі (Луїс Т. Мойлі) — старший син Джой.
- Ерл Хікі молодший (Трей Карлайл) — молодший син Джой.
- Кенні Джеймс (дорослий — Грегг Бінклі, дитина — Енді Пессоа) — в дитинстві жертва знущань Ерла і гомосексуал.
- Ральф Маріано (Джованні Рібізі) — друг дитинства Ерла.
- Діді (Трейсі Ештон) — однонога дівчина.
- Ліберті Вашингтон (Таман Джонс) — зведена сестра Джой.
- Патті (Дейл Діккі) — повія.

### Запрошені зірки
Періс Хілтон: Знялася тільки в 14 серії третього сезону «Я не помру з невеликою допомогою від моїх друзів. Частина 1». Грає саму себе, з'явиться в одному з видінь Ерла, переплітаються з його реальним життям. Каже тільки одну фразу «That's hot!» («Це гаряче!»). Чотири рази.
Алісса Мілано: Грає в декількох епізодах третього сезону в ролі Біллі Каннінгем, нової дружини Ерла. Вперше вони зустрілися, коли вона приходить відвідати свого приятеля на ім'я Френк. Весілля відбулася в серії «Любовний восьмикутник», розлучення — у «Кемденци. Частина 2».
Майкл Рапапорт: З'явився в третьому сезоні в обличчі укладеного Френка, що стає товаришем головного героя.
Крістіан Слейтер: З'являється лише у 8 серії другого сезону «Пограбував укурених», де грає наркомана Вуді.
Стьюї Гріффін: Мальований персонаж. З'являється тільки в міні-епізоді на DVD — версії першого сезону. Наказує Ерлу вбити його творців.
Бен Фостер: У 3 сезоні, епізод Мене звуть Ув'язнений № 28301-016 (частина 1) зіграв психований колегу Ерла за висновком на ім'я Глен. У дитинстві Ерл підбив зразкового бойскаута Глена забратися у вікно сусідського будинку. У будинку на Глена напали дві собаки, його забрала поліція, йому дали термін за крадіжку зі зломом і напад на офіцера поліції, після чого все життя Глена пішло шкереберть, а найголовніше: він був лише за двох значках скаута від того, щоб стати першим дитиною в Кендане, якому дали «стрічку гордості». Глен, природно, знаходиться в «списку Ерла». Після спроби вбивства Ерла Гленом(Я відріжу твоє обличчя і одягну його на потворний куля! Я буду носити тебе, як ляльку на моєму кулаці, а потім вступлю в рукопашну з мужиком, зробленим з лез!)Ерл таки допомагає колишньому товаришеві дитинства добути два, що залишилися значка, Глен отримує свою «стрічку гордості» і виходить на свободу іншою людиною.
У першому сезоні, в 21-му епізоді в ролі дошлюбної подружки Ерла постає Джульєтт Льюїс.
Берт Рейнольдс: З'являється в трьох епізодах (2.2, 2.20, 4.27) в ролі місцевого багатія і ексцентричного людини на ім'я Чабі.
Шон Астін: З'являється в 22 серії 2 сезону в ролі продавця побутової техніки (квакери) Ріка.
Сет Грін: З'являється в 1 серії 4 сезону в ролі Бадді, який завжди мріяв зняти свій власний фільм.
Адам Голдберг: З'являється в 15 серії 1 сезону (Something to Live For) в ролі Файло, який хоче покінчити життя самогубством від нерозділеного кохання до Джой Тернер.

## Озвучення українською
Українською мовою серіал озвучено студією «Так Треба Продакшн» на замовлення телеканалу «ICTV».

## Цікаві факти
- Прізвище Ерла — Хікі (англ. Hickey) — на сленгу означає «штучка, чортівня, фігуліна».
- Крім того, прізвище Ерла за вимовою схожа на прізвище Хікс (англ. Hicks). Це прізвище носить персонаж фільмів евіна Сміта — Данте Хікс. Джейсон Лі багато грав у його фільмах, як у головних, так і в епізодичних ролях. Ітан Саплі, який грає Ренді теж з'являвся в невеликих ролях.
- У релізах на DVD присутні вирізані сцени і коментарі до деяких серій.
- По написах на бейсболці і майці Ерла, можна судити, що він прихильник груп AC/DC і Lynyrd Skynyrd, чиї пісні нерідко звучать у серіалі.
- У DVD-версії першого сезону присутній мініепізод «Погана карма» (англ. Bad Karma). У ньому мальований персонаж Стьюї Гріффін (з мультсеріалу «Гріффіни») наказує Ерлу вбити його творців.
- DVD-версія другого сезону в США була випущена в обмеженій кількості через помилку у виробництві. На багатьох дисках була виявлена подряпина, і перегляд серії «Влаштуватися на гарну роботу» був неможливий.
- У 9-ї серії 1-го сезону на 19-й хвилині Карл Хікі (батько Ерла) говорить: «Я зустрів на вулиці Джона Шеппарда. Він говорить, що Ерл заплатив за скло, яке розбив 15 років тому». Справа в тому, що актор, який грає батька Ерла (Бо Бріджес), паралельно знімався і в серіалі «Зоряна брама: SG-1», в якому є герой на ім'я Джон Шеппард, теж уродженець Кемден.
- На всіх фотографіях у серіалі Ерл, як і його прадід, знятий із закритими очима.
- У 10 епізоді 3-го сезону, коли Джой у лікарні, куди приїхала стимулювати пологи, каже: «Моє тіло — мій вибір!». Цю фразу говорив Арнольд Шварценеггер у фільмі «Джуніор».
- У 21-му епізоді 3-го сезону («Camdenites — Part 2») Ренді надуває міхур із жувальної гумки, стоячи з Гретта на балконі мотелю, в той час як Біллі та Ерл розмовляють в номері. А 22-й епізод 4-го сезону («Pinky») починається зі слів Ерла: «Номером 83 у моєму списку було: ніколи не вчив Ренді надувати бульбашки з жуйки». І ми бачимо, що Ренді не може надути міхур із жуйки.
- У 8-му епізоді 4-го сезону, йдучи на натовп городян, налаштованих проти «молодшого брата» Ренді, він вигукує фразу «leeroy jenkins», знамениту з MMORPG World of Warcraft.

## Примітка
1. ↑  Fernsehserien.de
2. ↑  «Мене звати Ерл» на сайті телеканалу ICTV — ictv.ua. Архів оригіналу за 27 вересня 2018. Процитовано 27 вересня 2018.
3. ↑  My Name Is Earl. TVGuide.com. Архів оригіналу за 6 квітня 2008. Процитовано 2 січня 2012.